# Sumo (llengua)
El sumo (també conegut com a mayangna, sumu, suomo, woolwa o taguaca) és un idioma misumalpa parlat pels sumos als marges del riu Huaspuc, a les regions centro-nord i costa oriental (del Carib o atlàntica) de Nicaragua i a Hondures.
La majoria dels parlants són bilingües en miskito, una altra llengua de la mateixa família.
Es distingeixen diversos dialectes, dels quals almenys el sumo del nord i el sumo meridional poden considerar-se, segons *thnologue, com a llengües independents. Altres variants inclouen el panamahka, el tawahka, l'ulwa, el bawihka, i el kukra. Hale & Salamanca (2001) classifiquen les llengües sumu entre el Mayangna septentrional, format pels dialectes Twahka i Panamahka, i Ulwa meridional. L'especialista Ken Hale considera que les diferències entre ulwa i mayangna tant en vocabulari com en morfologia són tan considerables que prefereix parlar de l'ulwa com una llengua distinta de les altres varietats de sumu.